# Johannes Bosschaert
Johannes Bosschaert (Middelburg, 1608 - Dordrecht, 1629) fou un pintor neerlandès, membre de la familia de pintors Bosschaert, tots dedicats a natures mortes de flors.

## Biografia
Va ser un dels tres fills d'Ambrosius Bosschaert el Vell, que va pintar flors en un estil similar. Els seus germans Ambrosius i Abraham també es van convertir en pintors de flors.

Es va traslladar amb la seva família i el seu oncle Balthasar van der Ast a Bergen op Zoom el 1615, i novament amb ells a Utrecht el 1619, però després que el seu pare morís el 1621, es va convertir en membre del gremi de Sant Lluc de Haarlem el 1623, títol que va pagar fins al 1625. El 1626, es va traslladar al sud de nou i a la ciutat de Dordrecht es va fer membre del gremi de Sant Lluc. Va influir en el seu germà petit Abraham i en el pintor Jacob Gerritsz Cuyp. Igual que el seu pare i els seus germans, va signar les seves obres amb un monograma: JB. Va morir a Dordrecht, encara que la data exacta de la seva mort és desconeguda.

## Galeria
- Natura morta amb corona imperial, (1626)
- Gerro de flors dins una urna